# 2003/2004 ISUジュニアグランプリシリーズ
2003/2004 ISUジュニアグランプリシリーズ（2003/2004 ISU Junior Series of Figure Skating）は、国際スケート連盟が承認するフィギュアスケート・アイスダンスにおける2003-2004年シーズンのISUジュニアグランプリの総称。

## 概要
当シリーズでは、8大会での総合成績が上位となった男子シングル、女子シングルの各8人とペア、アイスダンスの各8組がJGPファイナルに進んだ。

## 開催地と日程
- JGPソフィア杯（ソフィア）：2003年9月11日-14日
- JGPスケートスロバキア（ブラチスラヴァ）：2003年9月18日-21日
- JGPメキシコ杯（メキシコシティ）：2003年9月25日-28日
- JGPチェコスケート（オストラヴァ）：2003年10月2日-5日
- JGPスケートブレッド（ブレッド）：2003年10月9日-12日
- JGPSBC杯（岡谷市）：2003年10月16日-19日
- JGPクロアチア杯（ザグレブ）：2003年10月22日-26日
- JGPグダニスク杯（グダニスク）：2003年10月30日-11月2日
- ISU JGPファイナル（マルメ）：2003年12月12日-14日

## 競技結果

### 男子シングル
| 大会名                | 金                         | 銀                             | 銅                             |
| --------------------- | -------------------------- | ------------------------------ | ------------------------------ |
| JGPソフィア杯         | アンドレイ・グリアゼフ     | トマシュ・ベルネル             | ショーン・ソーヤー             |
| JGPスケートスロバキア | アンドレイ・グリアゼフ     | 織田信成                       | クリストファー・メイビー       |
| JGPメキシコ杯         | ジョーダン・ブラウニンガー | 小塚崇彦                       | ケン・ローズ                   |
| JGPチェコスケート     | トマシュ・ベルネル         | セルゲイ・ドブリン             | アレクサンドル・ウスペンスキー |
| JGPスケートブレッド   | クリストファー・メイビー   | デニス・ファン                 | ショーン・ソーヤー             |
| JGPSBC杯              | エヴァン・ライサチェク     | 岸本一美                       | 織田信成                       |
| JGPクロアチア杯       | エヴァン・ライサチェク     | アルバン・プレオベール         | セルゲイ・ドブリン             |
| JGPグダニスク杯       | パーカー・ペニングトン     | アレクサンドル・ウスペンスキー | 南里康晴                       |
| ISU JGPファイナル     | エヴァン・ライサチェク     | アンドレイ・グリアゼフ         | クリストファー・メイビー       |

### 女子シングル
| 大会名                | 金                       | 銀                   | 銅                     |
| --------------------- | ------------------------ | -------------------- | ---------------------- |
| JGPソフィア杯         | リナ・ヨハンソン         | キミー・マイズナー   | シンシア・ファヌフ     |
| JGPスケートスロバキア | 浅田舞                   | ケイティ・テイラー   | オリガ・ナイヂョノワ   |
| JGPメキシコ杯         | 安藤美姫                 | ダニエル・カール     | ジェシカ・デュベ       |
| JGPチェコスケート     | ルチエ・クラウショヴァー | オリガ・ナイヂョノワ | 北村明子               |
| JGPスケートブレッド   | キミー・マイズナー       | リナ・ヨハンソン     | パヴク・ヴィクトーリア |
| JGPSBC杯              | 安藤美姫                 | 浅田舞               | 澤田亜紀               |
| JGPクロアチア杯       | ダニエル・カール         | ミリアン・サムソン   | エレーナ・ナウモワ     |
| JGPグダニスク杯       | パヴク・ヴィクトーリア   | 北村明子             | キーラ・コルピ         |
| ISU JGPファイナル     | 安藤美姫                 | リナ・ヨハンソン     | パヴク・ヴィクトーリア |

### ペア
| 大会名                | 金                                                      | 銀                                                    | 銅                                                    |
| --------------------- | ------------------------------------------------------- | ----------------------------------------------------- | ----------------------------------------------------- |
| JGPソフィア杯         | ナタリア・シェスタコワ and パーヴェル・レベデフ         | タチアナ・ボロソジャル and ペトル・ハルチェンコ       | ブリタニー・ヴァイス and ニコラス・コール             |
| JGPスケートスロバキア | タチアナ・ココレワ and エゴール・ゴロフキン             | アナスタシア・クズミナ and スタニスラフ・エフドキモフ | Amy Howerton and スティーブン・ポッテンジャー         |
| JGPメキシコ杯         | ジェシカ・デュベ and ブライス・デイヴィソン             | ブリタニー・ヴァイス and ニコラス・コール             | Michelle Cronin and Brian Shales                      |
| JGPチェコスケート     | マリア・ムホルトワ and マキシム・トランコフ             | タチアナ・ボロソジャル and ペトル・ハルチェンコ       | アリーナ・ウシャコワ and アレクサンドル・ポポフ       |
| JGPスケートブレッド   | タチアナ・ココレワ and エゴール・ゴロフキン             | ナタリア・シェスタコワ and パーヴェル・レベデフ       | テラ・フィンドレイ and ジョン・マッタータル           |
| JGPSBC杯              | ジェシカ・デュベ and ブライス・デイヴィソン             | Michelle Cronin and Brian Shales                      | ブルック・キャスティル and ベンジャミン・オコルスキー |
| JGPクロアチア杯       | アンドレア・ヴァーラウックス and デヴィッド・ペルティエ | Amy Howerton and スティーブン・ポッテンジャー         | アナスタシア・クズミナ and スタニスラフ・エフドキモフ |
| JGPグダニスク杯       | マリア・ムホルトワ and マキシム・トランコフ             | アリーナ・ウシャコワ and アレクサンドル・ポポフ       | Brandilyn Sandoval and ラウレアーノ・イバーラ         |
| ISU JGPファイナル     | ジェシカ・デュベ and ブライス・デイヴィソン             | ナタリア・シェスタコワ and パーヴェル・レベデフ       | マリア・ムホルトワ and マキシム・トランコフ           |

### アイスダンス
| 大会名                | 金                                                      | 銀                                                      | 銅                                                      |
| --------------------- | ------------------------------------------------------- | ------------------------------------------------------- | ------------------------------------------------------- |
| JGPソフィア杯         | ホフマン・ノーラ and エレク・アティッラ                 | カミラ・スペルタ and ルカ・ラノッテ                     | アナスタシア・プラトノワ and アンドレイ・マキシミーシン |
| JGPスケートスロバキア | エレーナ・ロマノフスカヤ and アレクサンドル・グラチェフ | アンナ・ザドロズニュク and セルゲイ・ベルビーロ         | モーガン・マシューズ and マキシム・ザボジン             |
| JGPメキシコ杯         | ナタリア・ミハイロワ and アルカジー・セルゲーエフ       | アレクサンドラ・ザレツキー and ロマン・ザレツキー       | アンナ・カッペリーニ and マッテオ・ザンニ               |
| JGPチェコスケート     | アンナ・ザドロズニュク and セルゲイ・ベルビーロ         | オリガ・オルロワ and マキシム・ボロチン                 | ペトラ・パハロヴァー and ペトル・クノト                 |
| JGPスケートブレッド   | ホフマン・ノーラ and エレク・アティッラ                 | エカテリーナ・ルブレワ and イワン・シェフェル           | アンナ・カッペリーニ and マッテオ・ザンニ               |
| JGPSBC杯              | ナタリア・ミハイロワ and アルカジー・セルゲーエフ       | エレーナ・ロマノフスカヤ and アレクサンドル・グラチェフ | Lauren Senft and レイフ・ギスラソン                     |
| JGPクロアチア杯       | モーガン・マシューズ and マキシム・ザボジン             | オリガ・オルロワ and マキシム・ボロチン                 | カミラ・スペルタ and ルカ・ラノッテ                     |
| JGPグダニスク杯       | アレクサンドラ・ザレツキー and ロマン・ザレツキー       | エカテリーナ・ルブレワ and イワン・シェフェル           | キルスティン・フリッシュ and Augie Hill                 |
| ISU JGPファイナル     | ホフマン・ノーラ and エレク・アティッラ                 | エレーナ・ロマノフスカヤ and アレクサンドル・グラチェフ | モーガン・マシューズ and マキシム・ザボジン             |

## 各国メダル数
| 順 | 国・地域       | 金 | 銀 | 銅 | 計 |
| -- | -------------- | -- | -- | -- | -- |
| 1  | ロシア         | 10 | 14 | 8  | 32 |
| 2  | アメリカ合衆国 | 9  | 6  | 7  | 22 |
| 3  | 日本           | 4  | 5  | 4  | 13 |
| 4  | カナダ         | 4  | 2  | 10 | 16 |
| 5  | ハンガリー     | 4  | 0  | 2  | 6  |
| 6  | チェコ         | 2  | 1  | 1  | 4  |
| 7  | ウクライナ     | 1  | 3  | 0  | 4  |
| 8  | スウェーデン   | 1  | 2  | 0  | 3  |
| 9  | イスラエル     | 1  | 1  | 0  | 2  |
| 10 | イタリア       | 0  | 1  | 3  | 4  |
| 11 | フランス       | 0  | 1  | 0  | 1  |
| 12 | フィンランド   | 0  | 0  | 1  | 1  |